# Jones Beach Island
Jones Beach Island ist eine der Outer Barrier Islands (Barriereinsel) vor der Südküste von Long Island im US-Bundesstaat New York. Sie ist nach Major Thomas Jones (~1665–1713) benannt, der 1692 nach Long Island kam, wo er das erste Ziegel-Haus bei Massapequa errichtete. 1700 baute er ebenfalls eine Walfang-Station in der Nähe des heutigen Jones Beach State Park. Jones Beach Island wird gelegentlich auch als Oak Beach Island bezeichnet nach dem berüchtigten Oak Beach Inn.

## Geographie
Jones Beach Island ist von Long Island durch Great South Bay, Jones Inlet und Fire Island Inlet getrennt. Aufgrund der wechselhaften Natur der verschiedenen Buchten und Kanälchen wird gelegentlich der Name „Fire Island“ kollektiv auf alle Barrier Islands angewendet. Ursprünglich bezieht er sich jedoch  spezifisch auf die Inseln am Fire Island Inlet weiter östlich. Jones Beach Island liegt auch an der County-Grenze zwischen Nassau und Suffolk Counties. Auf der Insel liegt ebenfalls der census-designated place Gilgo, sowie Oak Beach–Captree mit Captree State Park
und West Gilgo Beach.
Die Südseite der Insel ist bekannt für ihre Strände am offenen Atlantik. Der bekannteste öffentliche Strand im Jones Beach State Park an der Westspitze der Insel ist ein Naherholungsgebiet zur Sommerfrische für die Einwohner von New York City.
Jones Beach Island ist von Long Island zugänglich über den Meadowbrook State Parkway nach Merrick am Westende, den Loop Parkway nach Long Beach, und den Wantagh State Parkway nach Wantagh.  Das Ostenende ist mit Babylon und Fire Island über den Robert Moses Causeway verbunden. Der Ocean Parkway verbindet alle drei Straßen und verläuft über die ganze Länge der Insel.